# 百合丘
百合丘（ゆりがおか）は、神奈川県川崎市麻生区の町名。現行行政地名は百合丘一丁目から百合丘三丁目。また、施設名などでは「百合ヶ丘」の表記も見られる。住居表示未実施区域。

## 地理
麻生区北部に位置する。地域内は北斜面となっており、南部は標高が高く、北にある東京都道・神奈川県道3号世田谷町田線（津久井道）・小田急電鉄小田原線沿いは標高が低くなっている。
一丁目に小田急小田原線百合ヶ丘駅、市立百合丘小学校、百合ヶ丘駅前郵便局、横浜銀行百合ヶ丘支店がある。
東、北は高石、西は万福寺、南西は上麻生、南は王禅寺西・東百合丘と接している。

### 地価
住宅地の地価は、2025年（令和7年）1月1日の公示地価によれば、百合丘2丁目11-3の地点で45万2000円/m²、百合丘2丁目16-1の地点で31万5000円/m²となっている。麻生区で最も地価が高い。

## 歴史
元は多摩丘陵の高石台地に位置する緑の色濃い地域であったが、1950年代に日本住宅公団が神奈川県最初の大型住宅地域として当地域を開発することを計画、1960年（昭和35年）より開発が行われた。また、地元住民の12年に及ぶ駅誘致により、開発年と同時に百合ヶ丘駅が開業し、翌年には百合丘第二団地の入居が始まった。開発による急激な人口増加により、さらに翌年の1962年（昭和37年）には2225世帯、人口6517人となり、百合ヶ丘郵便局（現:百合ヶ丘駅前郵便局）が開局、1965年（昭和40年）には百合ヶ丘小学校が開設されている。また、1970年代には隣接する地域に新百合ヶ丘駅が開設され、以降はそちらが地域の要として発展してゆくこととなる。

### 地名の由来
約100（百）人の地主が団地の開発に土地を提供したことと、団地開発以前の当地には山百合の花が咲き乱れていたことをかけて名づけられた。典型的な瑞祥地名。

### 沿革
- 1960年（昭和35年） 当地域の住宅開発が始まる。また、小田急小田原線百合ヶ丘駅が開設[8]。
- 1961年（昭和36年） 高石、生田の各一部より百合丘一丁目～三丁目を新設。川崎市百合丘一丁目～三丁目となる。また、百合丘第二団地（現:百合ヶ丘みずき街）の入居が始まる。
- 1962年（昭和37年） 百合ヶ丘郵便局（現:百合ヶ丘駅前郵便局）開局。
- 1965年（昭和40年） 川崎市立百合丘小学校開校。
- 1972年（昭和47年）4月1日 川崎市が政令指定都市に移行。川崎市多摩区百合丘一丁目～三丁目となる。
- 1982年（昭和57年） 7月1日 多摩区が分区し、麻生区を設置。川崎市麻生区百合丘一丁目～三丁目となる。また、三丁目の一部が同日に新設された東百合丘四丁目の一部となる。

## 世帯数と人口
2025年（令和7年）6月30日現在（川崎市発表）の世帯数と人口は以下の通りである。
| 丁目        | 世帯数    | 人口    |
| ----------- | --------- | ------- |
| 百合丘1丁目 | 2,191世帯 | 3,578人 |
| 百合丘2丁目 | 1,680世帯 | 3,050人 |
| 百合丘3丁目 | 1,547世帯 | 3,224人 |
| 計          | 5,418世帯 | 9,852人 |

### 人口の変遷
国勢調査による人口の推移。
| 年                 | 人口  |
| ------------------ | ----- |
| 1995年（平成7年）  | 7,627 |
| 2000年（平成12年） | 7,616 |
| 2005年（平成17年） | 7,766 |
| 2010年（平成22年） | 8,727 |
| 2015年（平成27年） | 9,273 |
| 2020年（令和2年）  | 9,634 |

### 世帯数の変遷
国勢調査による世帯数の推移。
| 年                 | 世帯数 |
| ------------------ | ------ |
| 1995年（平成7年）  | 3,590  |
| 2000年（平成12年） | 3,878  |
| 2005年（平成17年） | 4,044  |
| 2010年（平成22年） | 4,589  |
| 2015年（平成27年） | 4,688  |
| 2020年（令和2年）  | 5,010  |

## 学区
市立小・中学校に通う場合、学区は以下の通りとなる（2021年12月時点）。
| 丁目        | 番地 | 小学校                 | 中学校               |
| ----------- | ---- | ---------------------- | -------------------- |
| 百合丘1丁目 | 全域 | 川崎市立百合丘小学校   | 川崎市立西生田中学校 |
| 百合丘2丁目 | 全域 | 川崎市立百合丘小学校   | 川崎市立西生田中学校 |
| 百合丘3丁目 | 全域 | 川崎市立南百合丘小学校 | 川崎市立長沢中学校   |

## 事業所
2021年（令和3年）現在の経済センサス調査による事業所数と従業員数は以下の通りである。
| 丁目        | 事業所数  | 従業員数 |
| ----------- | --------- | -------- |
| 百合丘1丁目 | 195事業所 | 1,387人  |
| 百合丘2丁目 | 65事業所  | 632人    |
| 百合丘3丁目 | 31事業所  | 163人    |
| 計          | 291事業所 | 2,182人  |

### 事業者数の変遷
経済センサスによる事業所数の推移。
| 年                 | 事業者数 |
| ------------------ | -------- |
| 2016年（平成28年） | 288      |
| 2021年（令和3年）  | 291      |

### 従業員数の変遷
経済センサスによる従業員数の推移。
| 年                 | 従業員数 |
| ------------------ | -------- |
| 2016年（平成28年） | 2,160    |
| 2021年（令和3年）  | 2,182    |

## 施設
- 小田急電鉄小田原線百合ヶ丘駅[8]
- 川崎市立百合丘小学校
- 百合ヶ丘駅前郵便局
- 横浜銀行百合ヶ丘支店
- スーパー三和百合ヶ丘店
- ゆりストア百合ヶ丘本店[8]
- 駅前交番
- ジム
- バスタクシーターミナル
- 弘法松公園

## その他

### 日本郵便
- 郵便番号 : 215-0011[3]（集配局：麻生郵便局[19]）

### 警察
町内の警察の管轄区域は以下の通りである。
| 丁目        | 番・番地等 | 警察署     | 交番・駐在所 |
| ----------- | ---------- | ---------- | ------------ |
| 百合丘1丁目 | 全域       | 麻生警察署 | 百合丘交番   |
| 百合丘2丁目 | 全域       | 麻生警察署 | 百合丘交番   |
| 百合丘3丁目 | 全域       | 麻生警察署 | 百合丘交番   |